# Rhabdophis chrysargos
Espèce
Synonymes
- Tropidonotus chrysargos Schlegel, 1837
- Tropidonotus junceus Cantor, 1847
- Leptophis albomaculatus Duméril, Bibron & Duméril, 1854
- Tropidonotus maculatus var. torquatus Mocquard, 1890
- Natrix chrysarga (Schlegel, 1837)

Statut de conservation UICN

 LC  : Préoccupation mineure
Rhabdophis chrysargos est une espèce de serpents de la famille des Natricidae.

## Répartition
Cette espèce se rencontre :
- en Birmanie ;
- en Thaïlande ;
- au Viêt Nam ;
- au Cambodge ;
- au Laos ;
- au Brunei ;
- en Indonésie sur les îles de Sumatra, de Bornéo, de Java, de Bali, dans les Petites îles de la Sonde, dans les Moluques et en Nouvelle-Guinée occidentale ;
- en Malaisie péninsulaire, en Malaisie orientale, ainsi que sur l'île de Tioman ;
- aux Philippines.

## Alimentation

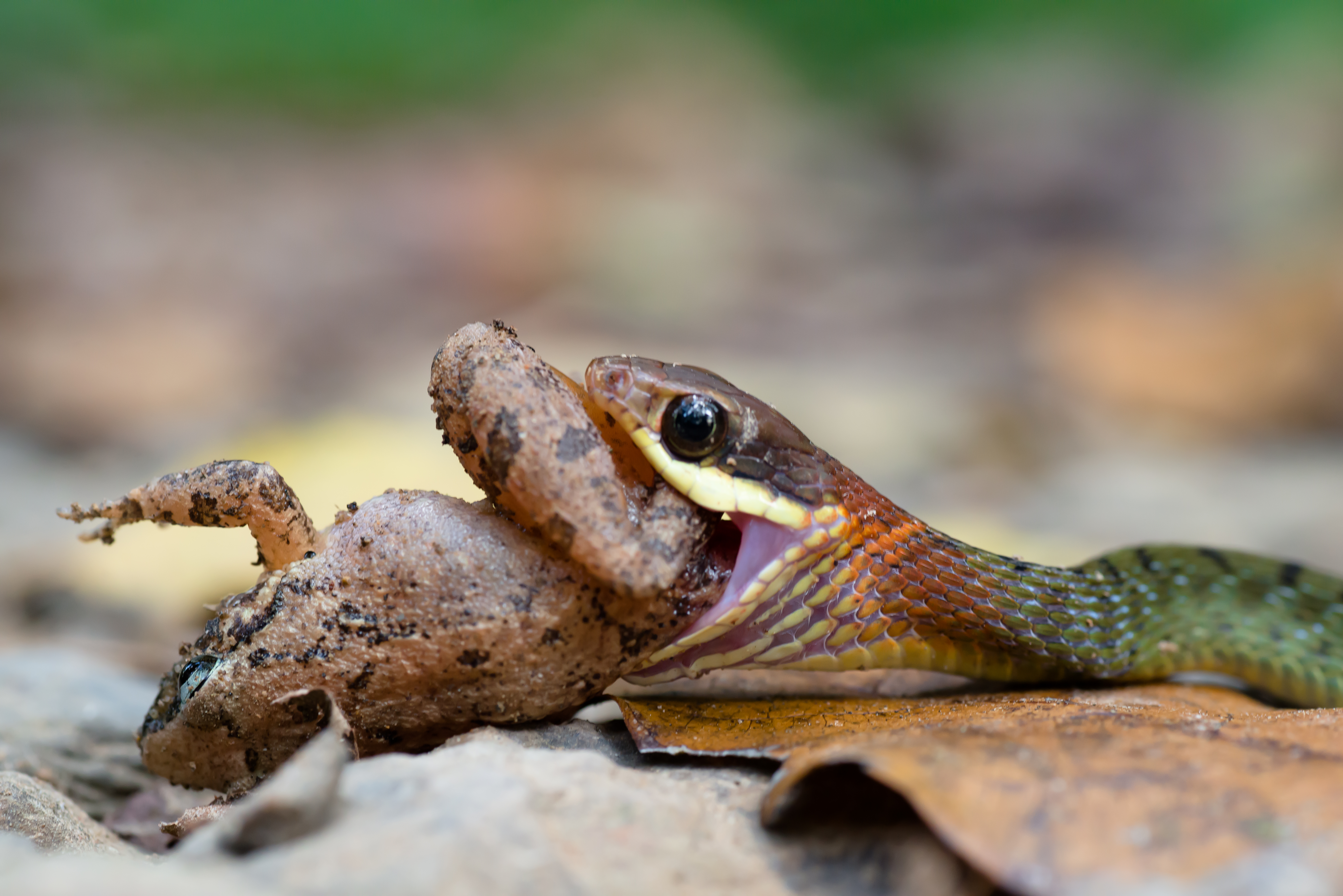
Rhabdophis chrysargos avalant un crapaud dans le parc national de Kaeng Krachan, Thaïlande

## Description

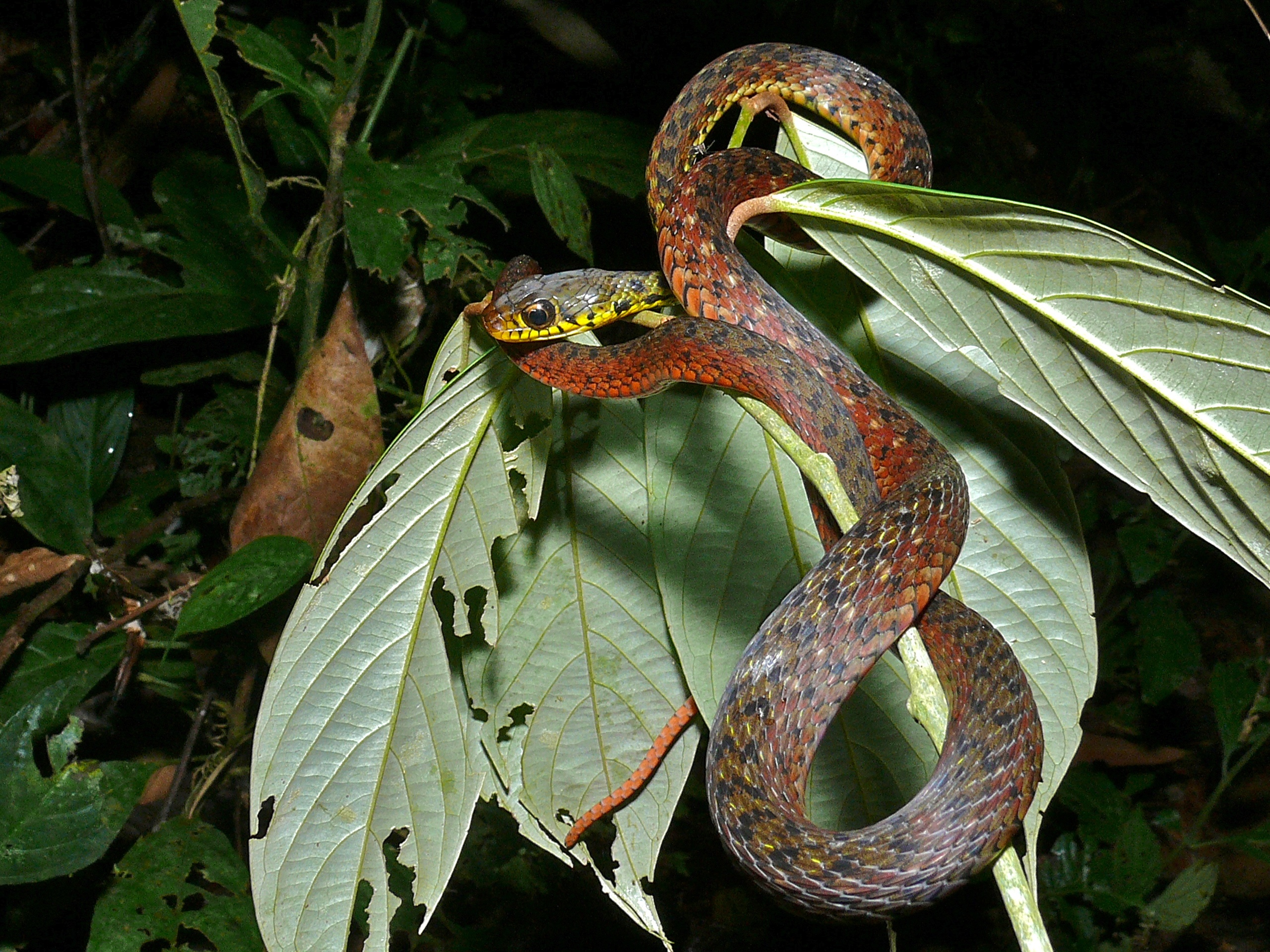
Rhabdophis chrysargos (Parc national du Gunung Mulu, Malaisie)

C'est un serpent diurne.

## Publication originale
- Schlegel, 1837 : Essai sur la physionomie des serpens, La Haye, J. Kips, J. HZ. et W. P. van Stockum, vol. 1 (texte intégral) et vol. 2 (texte intégral).